# Ascoli Satriano
Ascoli Satriano község (comune) Olaszország Puglia régiójában, Foggia megyében.

## Fekvése
Foggiától délre fekszik, a Carapelle folyó völgyében.

## Története
A város a daunusok egyik legfontosabb városa volt Ausculum néven. A rómaiak Sulla idején katonai támaszponttá alakították át. A 9. század közepén a szaracénok elpusztították.  A normannok 1041-ben a város melletti döntő csatában szerezték meg a hatalmat Dél-Olaszország felett.

## Népessége
A lakosság számának alakulása:

## Híres szülöttei
- Michele Placido színész, rendező, a Polip c. maffiasorozat Cattani felügyelője

## Főbb látnivalói
- a 12. században, román stílusban épült katedrális
- a 12. századi Keresztelő Szent János-templom
- a 15. századi Santa Maria Incoronata-templom